# Fokus Bank
 For alternative betydninger, se Fokus. (Se også artikler, som begynder med Fokus)
Fokus Bank er en norsk bank, der ejes af Danske Bank.
Bankens historie går tilbage til etableringen af Privatbanken i Trondheim i 1859, blev blev først etableret i sin nuværende form i 1987, hvor Buskerudbanken, Bøndernes Bank, Forretningsbanken og Vestlandsbanken blev fusioneret. I 1990 kom Tromsbanken til, og i 1991 og 1993 blev Rogalandsbanken og Samvirkebanken indfusioneret. I 1999 købte Danske Bank samtlige aktier i banken, og siden april 2007 har Fokus Bank opereret som en filial af Danske Bank. Fokus Bank har en markedsandel i Norge på omkring 5% og har 55 afdelinger over hele Norge. 